# Pānāgar
Pānāgar är en ort i Indien.   Den ligger i distriktet Jabalpur och delstaten Madhya Pradesh, i den centrala delen av landet, 700 km söder om huvudstaden New Delhi. Pānāgar ligger 391 meter över havet och antalet invånare är 26 619.
Terrängen runt Pānāgar är platt. Runt Pānāgar är det tätbefolkat, med 790 invånare per kvadratkilometer. Närmaste större samhälle är Jabalpur, 13,9 km söder om Pānāgar. Trakten runt Pānāgar består till största delen av jordbruksmark.